# Hrejkovický potok
Le Hrejkovický potok (en français Le ruisseau de Hrejkovice) est un affluent de la rive droite de la Vltava, en République tchèque.

## Cours
Le Hrejkovický potok jaillit à 150 m au nord de l'étang Ždír en Bohême du Sud, dans les collines de Votice. Sa Source se trouve entre les villages de Vladyčín, Dobrá Voda, Vepice et Ve Struhách. Son cours continue vers le sud à travers les collines de Milevsko, en traversant la vallée peu profonde à Vepice et à Peštův Mlýn et en passant au travers de plusieurs étangs. A Budař le Hrejkovický potok passe le long du Zážitkový parc Zeměráj (Parc naturel Zeměráj), au sud, et s'étend jusqu'au Pekárkův Mlýn à l'enclos des Cerfs. Puis, il coule le long des villages de Pechova Lhota, Mlýn Kotaška, Žebračí, U Košky, Níkovice, Hrejkovice (origine de son nom) et Chlumek, d'où le ruisseau reprend la direction du sud-ouest. Puis à partir de Laciny il coule de nouveau vers le Sud. Son cours continue et traverse Velká et passe par Osek, Svatý Jan et Hamr, dans le Květovská obora (Enclos de Květov). Dans la Forêt de Kopaniny par le Rukávečská obora (Enclos de Rukáveč) il traverse Květov et Vůsí. Dans sa dernière section le Hrejkovický potok coule vers le Barrage d'Orlík. Après 20,2 Kilomètres, à Červená II il se jette dans la Vltava.
| lieu               | distance km | hauteur (m) |
| ------------------ | ----------- | ----------- |
| Ždír               | 20          | 537         |
| Díl                | 19          | 526         |
| Kojovka            | 18          | 509         |
| Mrkáčkův rybník    | 17          | 491         |
| Homole             | 16,5        | 486         |
| Hrejkovický rybník | 14          | 467         |
| Velká              | 10          | 446         |
| Květov             | 5           | 431         |
| Ústí do Vltavy     | 0           | 352         |

## Histoire

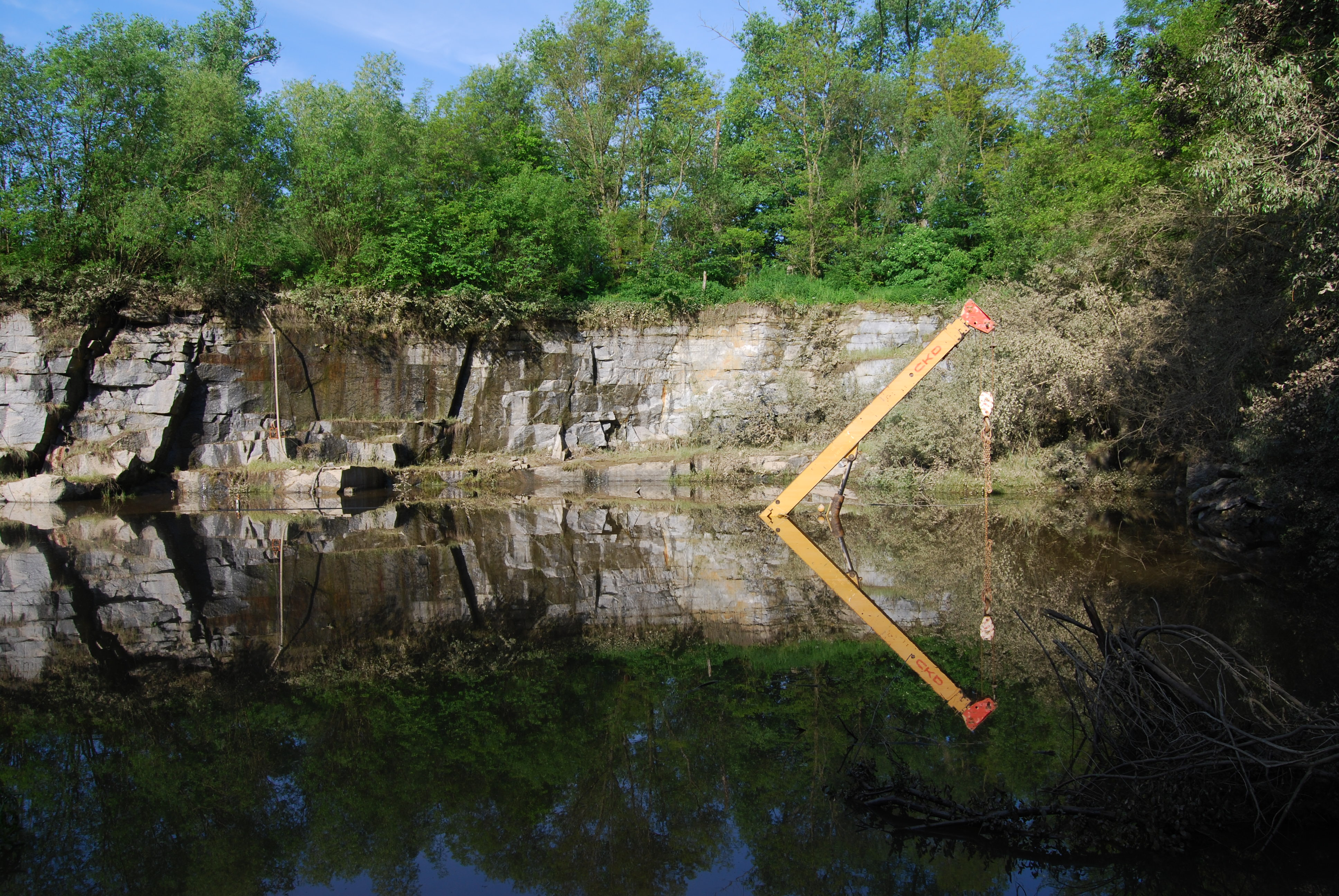
Crue de 2013, Carrière de Vepice

L'énergie hydraulique du Hrejkovický potok a surtout servi à l'entraînement de nombreux moulins. Le long de son cours moyen et supérieur le ruisseau a permis de renouveler l'eau dans de nombreux étangs. La partie inférieure a été inondée en 1963 lors de la construction du barrage d'Orlík.
Lors de la crue de 2013, le ruisseau a largement débordé. Le village de Velká a été particulièrement été touché, la place du village a en effet été inondée. En dessous de Vepice, l'inondation a été évitée grâce au détournement du ruisseau vers la carrière de granite.

## Ruisseaux
- Hrazanský potok (l), près de Peštův Mlýn
- Osecký potok (l), près de Hamr
- Oborský potok (l), près de Vůsí

## Étangs
- Ždír, Vepice
- Díl, Vepice
- Kojovka, Peštův Mlýn
- Mrkáčkův rybník, Pekárkův Mlýn
- Homole, Klisinec
- Hrejkovický rybník, Hrejkovice